# Dipsas neivai
Dipsas neivai este o specie de șerpi din genul Dipsas, familia Colubridae, descrisă de Ayrton Amaral în anul 1926. Conform Catalogue of Life specia Dipsas neivai nu are subspecii cunoscute.